# John Tyndall (politiker)
John Tyndall, född 14 juli 1934 i Exeter, Devon, död 19 juli 2005 i Hove, East Sussex, var en brittisk politiker inom extremhögern som var mest känd för att ha lett både National Front och British National Party.
Tyndall började sin politiska karriär i League of Empire Loyalists i slutet av 1950-talet, där han för första gången träffade A.K. Chesterton som sedermera skulle bilda National Front. LoEL var dock för liberalt för den unge Tyndall som snart lämnade gruppen och bildade första inkarnationen av British National Party. Detta parti utvecklades dock inte heller i den riktning som Tyndall hoppats, varför han tillsammans med Colin Jordan bildade National Socialist Movement 1962. I NSM kom han att ansvara för gruppens stormtrupper som kallades Spearhead, ett namn som Tyndall senare kommit att använda för olika tidningsprojekt han varit inblandad i.
Efter ett par år som renodlad nazist så började Tyndall intressera sig för det nybildade National Front som visade potential att kunna locka till sig en större grupp människor. Han snyggade till sig och sitt förflutna för att så småningom ta över ledarskapet i denna organisation. I National Front hade han sitt hem under nästan hela 1970-talet men han blev utmanövrerad efter det dåliga valresultatet 1979. 
Efter att ha tvingats lämna National Front så återuppstartade han British National Party som han ledde till och med 1999 då Nick Griffin tog över. Efter detta publicerade han sin tidning Spearhead där han ofta gick till attack mot Griffin. Han avled i sitt hem i Sussex den 19 juli 2005 bara några dagar innan han skulle ställas inför rätta för hets mot folkgrupp.